# 梅·惠特曼
梅·玛格丽特·惠特曼（英語：Mae Margaret Whitman，1988年6月9日—）是一名美国的女演员。自6歲起已經有演出機會，首部電影為《當男人愛上女人》（1994年）。及後憑藉在電影《一日鍾情》（1996年）、《天煞-地球反擊戰》（1996年）、《真愛告白》（1998年）和電視劇集《执法悍将》（1998-2001年）擔當童星配角獲得了認可。